# 柳托梅爾
柳托梅爾（斯洛維尼亞語： 發音：[ˈljuːtɔmɛɾ] ⓘ），是斯洛維尼亞東北部柳托梅爾市鎮的小鎮及行政中心，位於馬里博爾以東約40公里處。傳統上它是下施蒂里亞地區的一部分，現在被包含在波穆爾統計區中。2020年人口3,344。

## 教堂
鎮上的堂區教堂是獻給施洗者約翰。它原本是哥德式建築，在17世紀後期被改建成一座三重保護的巴洛克建築，並帶有圍牆。

## 外部連結
- Ljutomer on Geopedia （页面存档备份，存于）
- Ljutomer municipal site （页面存档备份，存于）
- Ljutomer at Google Maps （页面存档备份，存于）